# La Heunière
La Heunière é uma comuna francesa na região administrativa da Normandia, no departamento de Eure. Estende-se por uma área de 3,08 km². Em 2010 a comuna tinha 411 habitantes (densidade: 133,4 hab./km²).